# Standardisiertes Leistungsprofil
Mit dem Standardisierten Leistungsprofil (SLP) wird im Geltungsbereich der NATO dokumentiert, welche Fremdsprachenfähigkeiten ein Soldat oder Zivilist besitzt. 
Das SLP wird nach dem erfolgreichen Ablegen einer SLP-Sprachprüfung zuerkannt. Diese Prüfung testet das Hörverstehen (H), den mündlichen Sprachgebrauch (M), das Leseverstehen (L) und den schriftlichen Sprachgebrauch (S) und wird vom Bundessprachenamt durchgeführt.

## Leistungsstufen
In jeder der vier nötigen Einzelprüfungen kann eine Leistungsstufe zwischen 1 und 4 erreicht werden.
- Stufe 1: Elementares Können in einem begrenzten und vertrauten allgemeinen Rahmen.
- Stufe 2: Begrenztes Können in einem allgemeinen und beruflichen Rahmen.
- Stufe 3: Können im allgemeinen gesellschaftlichen und beruflichen Bereich im Rahmen auch nicht vertrauter Sachgebiete.
- Stufe 4: Sicheres Können im allgemeinen gesellschaftlichen und beruflichfachlichen Bereich im Rahmen auch nicht vertrauter Sachgebiete.

## Prüfungsverlauf
Die Prüfung im Hören und Lesen dauern jeweils 60 Minuten und beinhalten 30 (H) bzw. 40 (L) Multiple-Choice-Fragen. Als bestanden gilt eine Quote von 70 %.  Bei 95 % darf man die nächsthöhere Stufe absolvieren, bei 63 % – 70 % darf die aktuelle Stufe wiederholt werden, bei weniger als 63 % muss der Test eine Stufe tiefer weitergeführt werden.
Auf den Stufen 1 und 2 dauert die Prüfung im Schreiben 45 min, wobei man auf der Stufe 1 zwei von drei, auf der Stufe 2 eine von zwei Aufgaben schriftlich bearbeiten muss. Auf der Stufe 3/4 dauert sie 60 Minuten, in dieser Zeit ist eine von zwei Aufgaben zu bearbeiten.
Bei der mündlichen Prüfung wählt man zwei von zehn Themen, wobei eine Vorauswahl seitens der Prüfer im Vorfeld erfolgte. Danach wählt man selbstständig eines der beiden Themen aus und bereitet sich 15 min auf das Thema vor. Im Anschluss daran wird eine Präsentation vor meist drei Prüfern gehalten, welche mit einem Gespräch abschließt.
Das Prüfungsergebnis wird als vierstellige Ziffernkombination (HMLS) unter Nennung der Fremdsprache angegeben, zum Beispiel „SLP Französisch 3232“. Nach drei Jahren verliert jedes SLP seine offizielle Gültigkeit.
Das SLP wird verwendet, um sicherzustellen, dass ein Kandidat die fremdsprachlichen Anforderungen für einen bestimmten Dienstposten oder eine besondere Verwendung erfüllt. Offiziere beispielsweise sollen mindestens einen SLP Englisch 3332, Unteroffiziere mit Portepee einen SLP Englisch 2221 erreichen.